# سلفافينازول
سلفافينازول أو سولفافينازول Sulfaphenazole هو مضاد حيوي  من زمرة السلفوناميدات. عبارة عن مركبات عضوية وهي هيدروكربونات عطرية متعددة الحلقات تتكون من حلقات أروماتية مدموجة ولا تحتوي على ذرات متغايرة ولا يوجد بها مستبدلات. يؤثر على إيجابيات الغرام وسلبيه الغرام.
هذا المركب ينتمي إلى فئة من المركبات العضوية والمعروفة باسم فينيل بيرازول . هذه المركبات تحتوي على هيكل فينيل بيرازول، الذي يتكون من بيرازول مرتبط إلى مجموعة فينيل.

## الاستخدام الطبي
يستخدم لعلاج الالتهابات البكتيرية وهو مضاد حيوي طويل المفعول يستخدم في علاج الجذام.

## آلية العمل
يعمل كمثبط تنافسي للأنزيم داي هايدروبتيروات dihydropteroate, الذي يساهم في عملية صناعة حمض الفوليك. على هذا النحو، فإن الكائنات الحية الدقيقة سيتم «تجويعها» ومنعها من حمض الفوليك فيقضى عليها وتموت.